# سیارک ۷۲۳۹
سیارک ۷۲۳۹ (به انگلیسی: 7239 Mobberley، نامگذاری:1989TE) هفت هزار و دویست و سی و نهمین سیارک کشف شده‌است که در ۴ اکتبر ۱۹۸۹ کشف شد.
قدر مطلق سیارک برابر ۱۴٫۶۰ است.